# داني باربر (قاتل متسلسل)
داني باربر (بالإنجليزية: Danny Barber) هو قاتل متسلسل أمريكي، ولد في 8 مايو 1955 في مقاطعة لوس أنجلوس في الولايات المتحدة، وتوفي في 11 فبراير 1999 في Huntsville Unit ‏ في الولايات المتحدة.